# Арсеній (Пожарний)
Єпи́скоп Арсе́ній (світське ім'я Дмитро Віталійович Пожарний; (…)) — архієрей Православної церкви України, єпископ Богуславський (з 2023), вікарій Київської єпархії.

## Біографія
Народився 7 листопада 1987 року в місті Ковелі Волинської області в родині робітників.
У 1994 році пішов до загальноосвітньої середньої школи №13 міста Ковеля. У 1997 році вступив до міської гімназії Ковеля, яку закінчив у 2004 році.
У 2004 році вступив до Київської духовної семінарії.
З 2004 по 2007 рік ніс послух іподиякона у ректора КПБА архієпископа Переяслав-Хмельницького Димитрія (Рудюка).
29 березня 2007 року архієпископом Переяслав-Хмельницьким Димитрієм пострижений у чернецтво в Михайлівському Золотоверхому чоловічому монастирі з іменем Арсеній — на честь святителя Арсенія, митрополита Ростовського..
1 квітня 2007 року, у свято Входу Господнього в Єрусалим, у Свято-Володимирському патріаршому кафедральному соборі міста Києва Патріархом Філаретом рукопокладений у ієродиякона.
З березня 2008 року, з благословення архієпископа Димитрія, намісника обителі, ніс послух завідувача монастирської канцелярії, а також редактора офіційного сайту Михайлівського Золотоверхого монастиря.
У червні 2009 року закінчив Київську православну богословську академію, успішно захистивши магістерську роботу на тему «Дух і плоть у християнському світогляді», та здобув диплом магістра богослов'я.
З вересня 2009 року був аспірантом КПБА.
16 листопада 2009 року призначений благочинним Михайлівського Золотоверхого монастиря в Києві.
9 червня 2010 року в академічному храмі Святого Апостола і Євангеліста Іоанна Богослова Патріархом Філаретом (Денисенком) був рукопокладений у ієромонаха.
16 червня 2010 року призначений намісником Свято-Миколаївського чоловічого монастиря міста Богуслав Київської єпархії.
18 квітня 2011 року з нагоди свята Святої Пасхи був зведений у сан ігумена, а 22 травня 2019 року — у сан архімандрита.
7 листопада 2023 року Священним Синодом Православної Церкви України обраний для рукопокладення в сан єпископа Богуславського, вікарія Київської єпархії. Того ж дня відбулося його наречення в єпископа.

## Архієрейство
8 листопада 2023 року в Михайлівському Золотоверхому монастирі в Києві відбулася його архієрейська хіротонія. Хіротонію звершили: митрополит Київський Епіфаній (Думенко), митрополит Львівський і Сокальський Димитрій (Рудюк), митрополит Сімферопольський і Кримський Климент (Кущ), митрополит Полтавський і Кременчуцький Федір (Бубнюк), архієпископ Яготинський Олександр (Решетняк), архієпископ Чернівецький і Кіцманський Онуфрій (Хаврук), архієпископ Вишгородський Агапіт (Гуменюк), єпископ Ужгородський і Хустський Кирило (Михайлюк), єпископ Білогородський Іоан (Швець), єпископ Запорізький і Мелітопольський Фотій (Давиденко), єпископ Херсонський і Каховський Борис (Харко), єпископ Донецький і Слов'янський Сава (Фризюк), єпископ Рівненський і Сарненський Гавриїл (Кризина) та єпископ Херсонський і Таврійський Никодим (Кулигін).

## Нагороди
- Орден Святого Архістратига Михаїла (5 травня 2010 року, «за заслуги у відродженні духовності в Україні»)